# Ostension
Ostension of ostensive action is de min of meer bewuste of onbewuste actieve reproductie van narratieve scenario's in het leven van alledag, ofwel, het serieus naspelen van (volks)verhalen in het dagelijkse leven. Het gaat dus om actie in het dagelijkse leven, geïnspireerd door bestaande verhalen.
Pseudo-ostension is de niet-serieuze variant van ostension, waarbij volksverhalen worden nagespeeld als hoax, grap of practical joke.
Bij proto-ostension worden volksverhalen door de verteller omgezet in persoonlijke belevenissen. Door toe-eigening wordt een scenario omgezet in een personal narrative, een memorate oftewel een ik-vertelling. Van bestaande verhalen over bovennatuurlijke of buitenaardse gebeurtenissen zegt de verteller bijvoorbeeld: "Dat is mij persoonlijk echt overkomen." Ook bij vertellers van sprookjes, moppen of broodjeaapverhalen komt het voor dat zij deze in de ik-vorm vertellen.
Quasi-ostension: de verhaalscenario's die mensen in hun hoofd hebben kunnen ertoe leiden dat normale feiten in de werkelijkheid een onjuiste interpretatie meekrijgen. Bestaande verhalen inspireren tot een sage-achtige interpretatie van gewone feiten. Als een politieagent in een woning een doosje After Eight aantreft en een setje scheermesjes, zich daarbij het broodjeaapverhaal over scheermesjes in de After Eight herinnert en aanneemt dat in het huis een maniak woont, dan heet dat quasi-ostension.

## Voorbeeld
In Amerika bestaat het volksverhaal over het vergiftigde snoep en de appels met scheermesjes erin die met Halloween door gestoorden zouden worden uitgedeeld aan kinderen. Het verhaal bestaat langer dan de incidenten. De luttele keren dat kinderen daadwerkelijk slachtoffer zijn geworden, heeft het reeds bestaande verhaal gefunctioneerd als inspiratiebron. De daders (uit de eigen familiekring) speelden het bekende verhaal dus na. Het verhaal gaf aanleiding tot gebeurtenissen, en niet andersom.